# 肥前麓駅
肥前麓駅（ひぜんふもとえき）は、佐賀県鳥栖市平田町にある、九州旅客鉄道（JR九州）長崎本線の駅である。駅番号はJH03。

## 歴史
- 1942年（昭和17年）9月30日：鉄道省が肥前麓信号場（ひぜんふもとしんごうじょう）として開設[4]。

ただし実際には帝国陸軍鳥栖弾薬庫引込線として1941年（昭和16年）に開設されたが当時は極秘扱とされた。
- 1947年（昭和22年）3月1日：肥前麓駅（ひぜんふもとえき）として旅客取扱開始[3]。
- 1984年（昭和59年）2月1日：荷物扱い廃止[4]。
- 1985年（昭和60年）1月20日：無人駅化[5]。
- 1987年（昭和62年）
  - 4月1日：国鉄分割民営化に伴い、JR九州に移管[4]。
  - 5月25日：西唐津駅 - 当駅間のお召列車が運転[6]。
  - 陸上自衛隊鳥栖分屯地引込線を廃止[7]。
- 2009年（平成21年）3月1日：ICカード「SUGOCA」の利用を開始[8]。
- 2015年（平成27年）3月14日：再度無人駅化[1]。

## 駅構造
相対式ホーム2面2線を有する地上駅。互いのホームは跨線橋で連絡している。ホームは817系電車に対応して2両分が嵩上げされており、段差無しで乗降可能。自動券売機、ICカード専用チャージ機が設置されている。
鳥栖方にはかつて帝国陸軍鳥栖弾薬庫引込線（後に陸上自衛隊鳥栖分屯地引込線）が存在し、戦前は弾薬が、戦後は燃料輸送として専ら軍用輸送に用いられていた。
トイレは2022年（令和4年）春に閉鎖された後、同年8月に鳥栖市が清掃や消耗品の管理を行う形で再開。2025年（令和7年）3月にJR九州佐賀鉄道事業部が洋式トイレに改修した。

### のりば
| のりば | 路線     | 方向 | 行先                           |
| ------ | -------- | ---- | ------------------------------ |
| 1      | 長崎本線 | 上り | 鳥栖・博多方面                 |
| 2      | 長崎本線 | 下り | 佐賀・江北・肥前鹿島・早岐方面 |

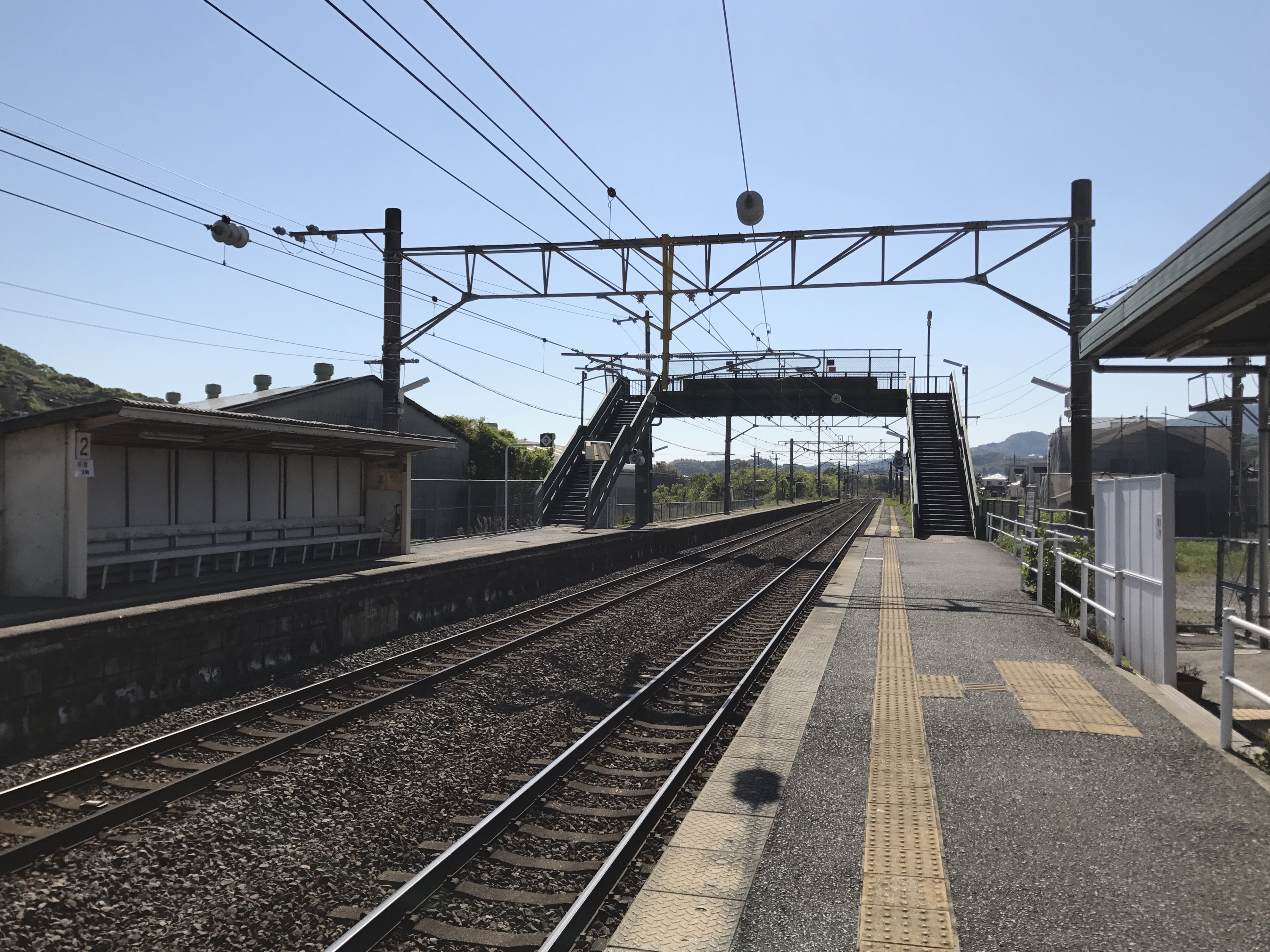
ホーム（2017年4月）
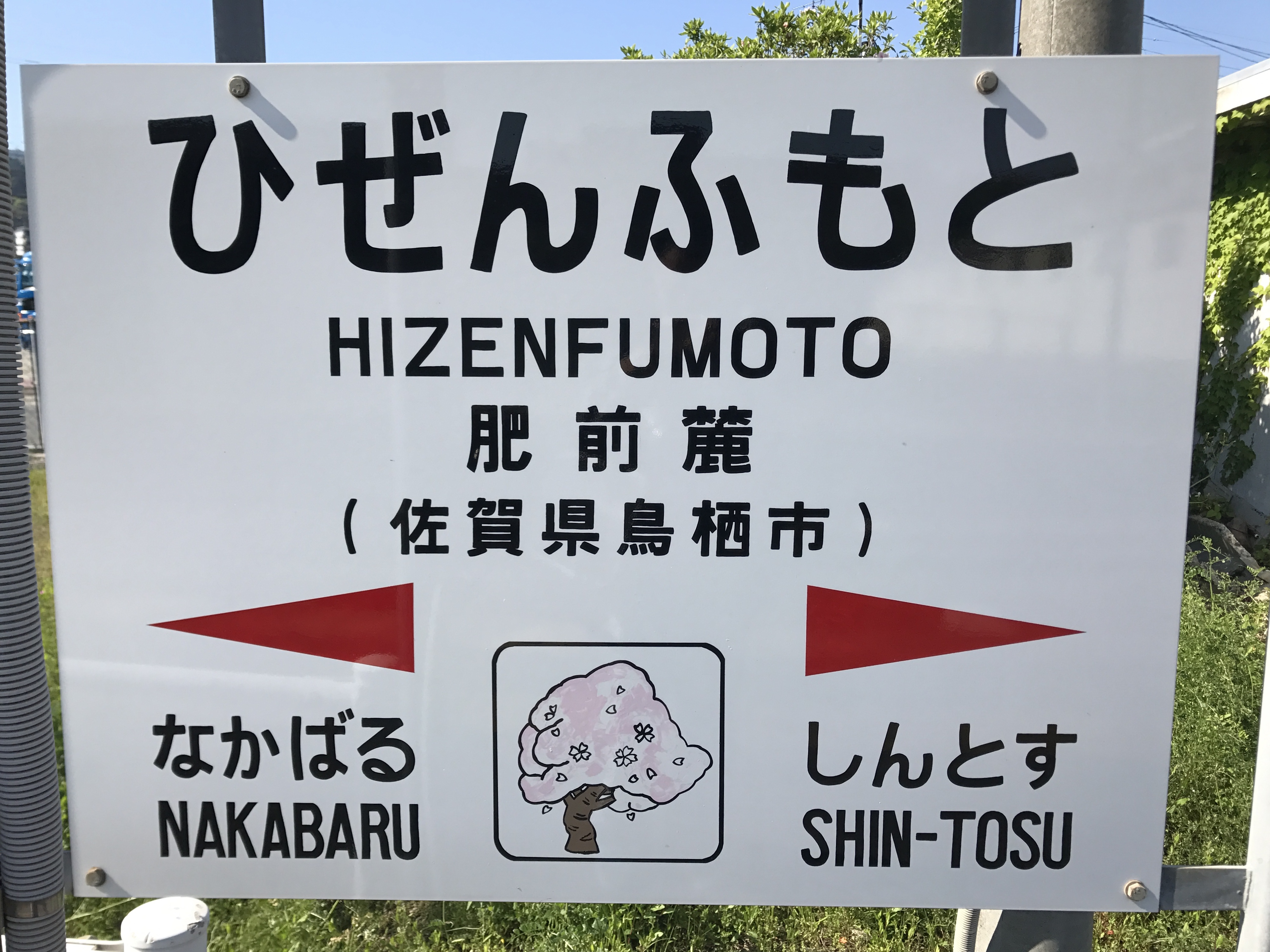
サクラが描かれた駅名標 （2017年4月）

## 利用状況
2023年（令和5年）度の1日平均乗車人員は542人であり、JR九州の駅としては第234位である。
近年の1日平均乗車人員は以下の通り。
| 年度               | 1日平均 乗車人員 |
| ------------------ | ---------------- |
| 2011年（平成23年） | 598              |
| 2016年（平成28年） | 606              |
| 2017年（平成29年） | 583              |
| 2018年（平成30年） | 560              |
| 2019年（令和元年） | 547              |
| 2020年（令和2年）  | 460              |
| 2021年（令和3年）  | 466              |
| 2022年（令和4年）  | 522              |
| 2023年（令和5年）  | 542              |

## 駅周辺
住宅は駅北側を中心にやや多い。工場は駅南側に多い。
- 佐賀県立鳥栖商業高等学校
- 九州龍谷短期大学
- 佐賀競馬場（ただし、連絡バス等の運行はなし）
- 西鉄バス佐賀「JR麓駅」バス停（西鉄久留米・鳥栖方面）[2]
- 鳥栖麓郵便局
- 陸上自衛隊鳥栖分屯地
- 佐賀県道31号佐賀川久保鳥栖線
- 佐賀県道221号肥前麓停車場線

## 隣の駅
九州旅客鉄道（JR九州）
 長崎本線
■区間快速（上りのみ運転）・■普通
新鳥栖駅 (JH02) - 肥前麓駅 (JH03) - 中原駅 (JH04)